# 綦公直
綦公直（？—1286年），字世美，元朝益都路乐安县人，官至辅国上将军、都元帅、宣尉使。

## 生平
綦公直出生于益都路安乐县县城北綦许庄（今山东省东营市广饶县乐安街道綦许村），自幼聪慧刚毅，十七八岁就担任县吏，二十岁参军，随军活动于湖北、江浙一带。几年后，晋为马步诸军镇抚、都弹压，掌管城壁、楼橹、战舰等守御器具。后因病还乡闲居六、七年。
忽必烈至元五年（1268年），綦公直任益都劝农官。至元九年（1272年），綦公直升任沂、莒、胶、密、宁海五州都城池所千户。至元十年（1273年），綦公直奉命赴高丽督造征日本战舰，不久被忽必烈召见，命其与忽不烈拔都等同行荆南等處招討司事，参加与南宋的战争。綦公直率军抵达峽州青草灘遇大雨返回玉泉山驻扎，后率兵三千攻破安進寨，缴获牛馬七百头。返回襄阳后，按枢密院命令督造战船。待到襄阳城破，綦公直率鄧州、光化、唐州漢軍及郢、復熟卷軍九千二百人，随其他諸軍继续南伐。至元十二年（1275年）冬，綦公直率军至隆興（今江西省南昌市），击败宋軍出城军队后追到追抵城下，越过战壕焚毁隆興城楼橹，斩首宋军万余，隆兴城投降，随后吉安、南安、赣州等地皆随之投降。此外，綦公直还击破六百餘座南宋抗元堡柵。凭借南伐功绩，綦公直被授以武毅將軍、管軍千戶。
不久，綦公直被召入都觐见元帝忽必烈，加封昭勇大将军，管军万户，佩金虎符，领侍卫亲军。随后镇压伯延、伯答罕、禿忽魯在西夏一带的叛乱，并奉命在西夏地区屯田镇守数年。至元十八年（1281年）五月，綦公直被召赴上都（今内蒙古自治区锡林郭勒盟正蓝旗境内），授辅国上将军、都元帅、宣尉使。后经忽必烈允许，回家葬父，途径济南时，以元廷所赐钱物代纳乐安县全县军民酒课税、河泊课税共元宝、楮币五千余缗。綦公直返乡后购买四十余亩田地扩大祖茔。葬事完成后，綦公直又代缴乐安县当年课税，以及贫民无力完税外逃的债务，并散发钱物救济贫民等。之后，綦公直返回驻地别失八里（今新疆维吾尔族自治区吉木萨尔北）。至元二十三年（1286年），海都、笃哇诸王进攻别失八里，綦公直随伯颜在洪水山与叛军交战，击败叛军后追击，结果因孤军深入陷死在叛军中，后葬于故乡祖茔。

## 儿子
長子綦泰，一作綦太，元帝曾下詔让其襲萬戶，后经綦公直上陈，改封綦泰为武孝尉，任樂安縣尹，并许其在祖父在世期间不换他职，后曾任宁海州知州。
三子忙古台，名字为蒙古名，綦公直南伐时，他曾攻占梅關，击破淮德山寨，率军攻入廣東。后袭万户官职，佩金虎符，随父亲镇守别失八里。至元二十三年（1286年），失陷于叛军之中，次年返回后被授以定遠大將軍、中侍衛親軍副都指揮使。后改任湖州炮手軍匠萬戶，因征讨衢州山賊有功，加封为昭勇大將軍。
五子綦瑗，至元二十三年（1286年）战死于别失八里。

## 纪念
位于山东省东营市广饶县的东营市历史博物馆孙武祠内《广饶历代将军展》中安放有綦公直的半身像:36-39。广饶县有一条路名为“綦公路”，是为了纪念綦公直。
綦许村西北约一里处有綦公直墓，根据《广饶旧志》记载，该墓与其祖父綦文，父亲綦旺，弟弟綦方直，儿子綦泰和綦晋的墓在一起，原有石羊、石虎、石人各四尊，华表两座，以及碑、碣、戟门、石供桌、志石等，现均已无存。2004年，綦公直墓被广饶县人民政府公布为县级重点文物保护单位。